# Сасани (Палермо)
Сасани је насеље у Италији у округу Палермо, региону Сицилија.
Према процени из 2011. у насељу је живело 164 становника. Насеље се налази на надморској висини од 252 м.